# Лухамаа
Лу́хамаа (эст. Luhamaa) — бывшая деревня в уезде Вырумаа, Эстония. Относилась к нулку Лухамаа.

## История
В письменных источниках 1939 года упоминается Luhamaa (церковь, школа), 1943 года — Лухама (деревня, церковь, хутор), 1964 года — Лухамаа.
Поселение Лухамаа возникло в основном на землях деревни Мяэзи в историческом регионе Сетумаа в 1930-х годах. В 1929–1932 годах здесь была построена православная церковь Святого Духа. В 1977 году деревня Лухамаа была основана официально, объединив деревни Косса, Лютя, Прунтова и Тоодси. В 1997 году территория Лухамаа опять была поделена между восстановленными деревнями.
В 1990-х годах в деревне был открыт контрольно-пограничный пункт Лухамаа на эстонско-российской границе.